# مئی ناگانو
مئی ناگانو (انگلیسی: Mei Nagano؛ زادهٔ ۲۴ سپتامبر ۱۹۹۹) یک هنرپیشه اهل ژاپن است. وی از سال ۲۰۰۹ میلادی تاکنون مشغول فعالیت بوده است. از جمله آثاری که ناگانو در آنها نقش‌آفرینی کرده می‌توان به شمشیرزن دوره‌گرد، یائه نو ساکورا (مجموعه تلویزیونی) و سانادا مارو (مجموعه تلویزیونی) اشاره کرد.
او همچنین به عنوان دوبلور در فیلم‌هایی مانند خدایان مصر فعالیت داشته است.